# Grönryggig sparv
Grönryggig sparv (Arremonops chloronotus) är en fågel i familjen amerikanska sparvar inom ordningen tättingar.

## Utseende och läte
Grönryggig sparv är en rätt färglös tätting. Den är mycket lik olivsparven som förekommer i samma områden men i andra miljöer. Grönryggig sparv har grönare ovansida och renare grått huvud med tydliga svarta strimmor. Sången för båda arterna varierar, men den för grönryggig sparv har en jämn rytm, ej accelererande som hos olivsparven. Övriga läten är dock mycket lika.

## Utbredning och systematik
Grönryggig sparv förekommer i Centralamerika. Den delas in i två underarter med följande utbredning:
- Arremonops chloronotus chloronotus – förekommer på sluttnigarna mot Mexikanska golfen i sydöstra Mexiko (från Tabasco) söderut till Belize och nordvästra Honduras
- Arremonops chloronotus twomeyi – förekommer i tropiska norra och centrala Honduras (Yoro och Olancho)

### Familjetillhörighet
Tidigare fördes de amerikanska sparvarna till familjen fältsparvar (Emberizidae) som omfattar liknande arter i Eurasien och Afrika. Flera genetiska studier visar dock att de utgör en distinkt grupp som sannolikt står närmare skogssångare (Parulidae), trupialer (Icteridae) och flera artfattiga familjer endemiska för Karibien.

## Läten
Grönryggig sparv hittas i fuktiga tropiska låglänta områden. Där föredrar den undervegetation i skog eller intilliggande buskage och snår, olikt olivsparven som hellre vistas i öppnare buskiga fält.

## Status och hot
Arten har ett stort utbredningsområde, men tros minska i antal, dock inte tillräckligt kraftigt för att den ska betraktas som hotad. Internationella naturvårdsunionen IUCN listar därför arten som livskraftig (LC). Beståndet uppskattas till i storleksordningen 50 000 till en halv miljon vuxna individer.